# Последният защитник на Камелот
Последният защитник на Камелот (на английски: The Last Defender of Camelot) е сборник кратки произведения на Роджър Зелазни, издаден през 1980 г.

## Издания на български език
- 1997 - Издателство: „Дамян Яков“. Превод: Светлана Комогорова - Комо, Силвия Вълкова. (ISBN 954-527-065-9)[1]
  - добавена е повестта „Коридорът на огледалата“ (Hall of Mirrors, 1996)